# Roy Atwell
John Leroy Atwell (Syracuse, 2 maggio 1878 – New York, 6 febbraio 1962) è stato un attore statunitense.

## Biografia
Iniziò a recitare attorno al 1920 in numerosi film.
Lavorò anche come doppiatore nel film Biancaneve e i sette nani del 1937 in cui dà la voce a Dotto.
Si sposò tre volte: prima nel 1907 con l'attrice Blanche West; poi dal 1913 al 1916 con Dorothy Young e dal 1916 al 1936 con l'organista Ethel Smith. I suoi matrimoni finirono con i divorzi.
Dalla terza moglie ha avuto una figlia, June Carol, nata nel 1920.
Morì il 6 febbraio 1962 all'età di 83 anni.

## Filmografia parziale
- Don't Get Personal, regia di Clarence G. Badger (1922)
- Grand Larceny, regia di Wallace Worsley (1922)
- Biancaneve e i sette nani (1937) - voce